# System antybalistyczny A-35
System antybalistyczny A-35 Ałdan stworzono w latach 1960–71. W latach 1972–73 przeprowadzono próby państwowe. W 1974 roku przyjęto do próbnej eksploatacji w rejonie otaczającym Moskwę.
System składał się z podsystemu dowodzenia w skład, którego wchodziło:
- główne centrum dowódczo-obliczeniowe i zapasowe centrum dowódczo-obliczeniowe
- podsystem radiotechniczny AO-35 w skład wchodziły dwie stacje radiolokacyjne dalekiego wykrywania Dunaj-3/3U
- podsystem ogniowy, składało się z punktów dowodzenia ze stacją radarową wykrywania celów RKC-35 i dwiema stacjami naprowadzania pocisków na cel RKI-35
- 8 wyrzutni pocisków A-350]Ż i R (5W61)[1]

W 1978 roku stworzono na jego bazie zmodernizowany system A-35M a cały system włączono do nowo utworzonego 9 Korpusu Obrony Przeciwrakietowej. Elementy systemu były na uzbrojeniu do 1990 roku.
Wokoło Moskwy rozmieszczono główne i zapasowe stanowiska dowodzenia, dwa stanowiska AO-35 (każda z dwiema stacjami Dunaj-3. Stacje rozmieszczono w taki sposób, aby swymi sektorami obserwacji skierowane były na północną Europę i Arktykę, oraz na kierunku południowym w stronę Chin) oraz cztery samodzielne centra przeciwrakietowe po osiem wyrzutni i dwie stacje RKI-35 i jednej RKC-35. Cały system był w stanie zwalczać osiem pocisków balistycznych lub ich głowic jednocześnie.
Dane poszczególnych elementów:
- stacja radarowa Dunaj-3 i zmodernizowana Dunaj-3U, zasięg wykrywania do czterech i pół tysiąca km, dokładność 0, 25° w elewacji i azymucie oraz 250 m w odległości. Sektor obserwacji wynosił 45 stopni i miała możliwość określania parametrów około 900 obiektów;
- stacja wykrywania RKC-35 miała maksymalny zasięg wykrywania 1500 km. Stacja miała dwa kanały określania parametrów celu;
- stacja naprowadzania RKC-35 miała możliwość naprowadzania jednego pocisku na cel;
- pocisk A-350Ż i zmodernizowany A-350R miały 19,8 m długości 2,5 m średnicy i masę 32,7 t. Pocisk był dwustopniowy, pierwszy stopień był napędzany silnikiem na stały materiał pędny, a drugi paliwem ciekłym.

Maksymalny zasięg dochodził do 350 km i prędkość 2 km/s. Głowica miała moc 1MT ładunku jądrowego.